# Avetik Sahakjan
Avetik Sahakjan (1863–1933), známý také jako otec Abraham, byl arménský politik, parlamentní prezident Demokratické republiky Arménie v letech 1918 až 1919 a člen Arménské revoluční federace (ARF, Dašnakcutjun). Byl také znám jako agronom.

## Život
Avetik Sahakian se narodil Jalaloghly v guvernorátu Tiflis (dnešní Stepanavan v Arménii). Od roku 1898 byl zapojen do osvobozovacích aktivit Západní Arménie a Kavkazského projektu ARF. Poté, co se Arménie stala součástí Sovětského svazu, patřil Avetik Sahakian mezi členy A.R.F., kteří se přestěhovali do Tabrízu a žili v exilu.